# UNetbootin
UNetbootin (Universal Netboot Installer) — це вільна кросплатформенна утиліта для створення Live USB системи із ISO-образу CD/DVD диску з Linux/BSD.

## Інформація
Утиліта записує ISO-образ диску із системою на USB-носій і встановлює завантажувач syslinux.

## Підтримка дистрибутивів та ОС
Тут наводиться список офіційно перевірених дистрибутивів та операціний систем (при додаванні не перевірених офіційно та запущених ентузіастами — список значно розшириться):
| Тип ОС | Дистрибутив                                           | Версія(ії)                                     |
| ------ | ----------------------------------------------------- | ---------------------------------------------- |
| Linux  | Ubuntu/Kubuntu                                        | 6.06 і вище                                    |
| Linux  | Debian                                                | Stable/Squeeze / Testing/Wheeze / Unstable/Sid |
| Linux  | Linux Mint                                            | 3.1 і вище                                     |
| Linux  | Calculate Linux                                       | 11.12 і вище                                   |
| Linux  | openSUSE                                              | 10.2 і вище                                    |
| Linux  | Arch Linux                                            | 2007.08                                        |
| Linux  | Damn Small Linux                                      | 4.4                                            |
| Linux  | SliTaz [Архівовано 6 березня 2009 у Wayback Machine.] | Stable/Cooking                                 |
| Linux  | Puppy Linux                                           | 4.00                                           |
| *BSD   | FreeBSD                                               | 6.3 і вище                                     |
| *BSD   | NetBSD                                                | 4.00                                           |
| Linux  | Fedora                                                | 7 і вище                                       |
| Linux  | PCLinuxOS                                             | 2007 і вище                                    |
| Linux  | Gentoo                                                | 2007.0 і вище                                  |
| Linux  | Zenwalk                                               | 5.2                                            |
| Linux  | Slax                                                  | 6                                              |
| Linux  | Dreamlinux                                            | 3.2                                            |
| Linux  | Elive [Архівовано 19 квітня 2017 у Wayback Machine.]  | Development                                    |
| Linux  | CentOS                                                | 4/5                                            |
| Linux  | Mandriva                                              | 2007.1/2008.0/2008.1/2010                      |
| Linux  | FaunOS [Архівовано 10 жовтня 2012 у Wayback Machine.] | 0.5.4                                          |
| Linux  | Frugalware Linux                                      | Stable/Testing/Current                         |
| Linux  | Slackware                                             | ?                                              |
| DOS    | FreeDOS                                               | ?                                              |

### Успішно завантажені через диск (diskimage)
| Тип ОС | Дистрибутив                                          | Версія(ії)   |
| ------ | ---------------------------------------------------- | ------------ |
| Linux  | gOS                                                  | 3.0          |
| Linux  | Ubuntu                                               | 9.04         |
| Linux  | PUD [Архівовано 6 листопада 2012 у Wayback Machine.] | 0.4.8.6 LXDE |
| Linux  | TinyMe                                               | 2008.0       |
| Linux  | AntiX                                                | 8            |
| Linux  | Mepis                                                | 7.0          |
| Linux  | gNewSense                                            | deltah-2.1   |
| Linux  | BLAGs [Архівовано 1 січня 2014 у Wayback Machine.]   | 90000        |

Даний список постійно доповнюється і змінюється, найсвіжішу версію ви можете знайти тут.